# George L. Mosse

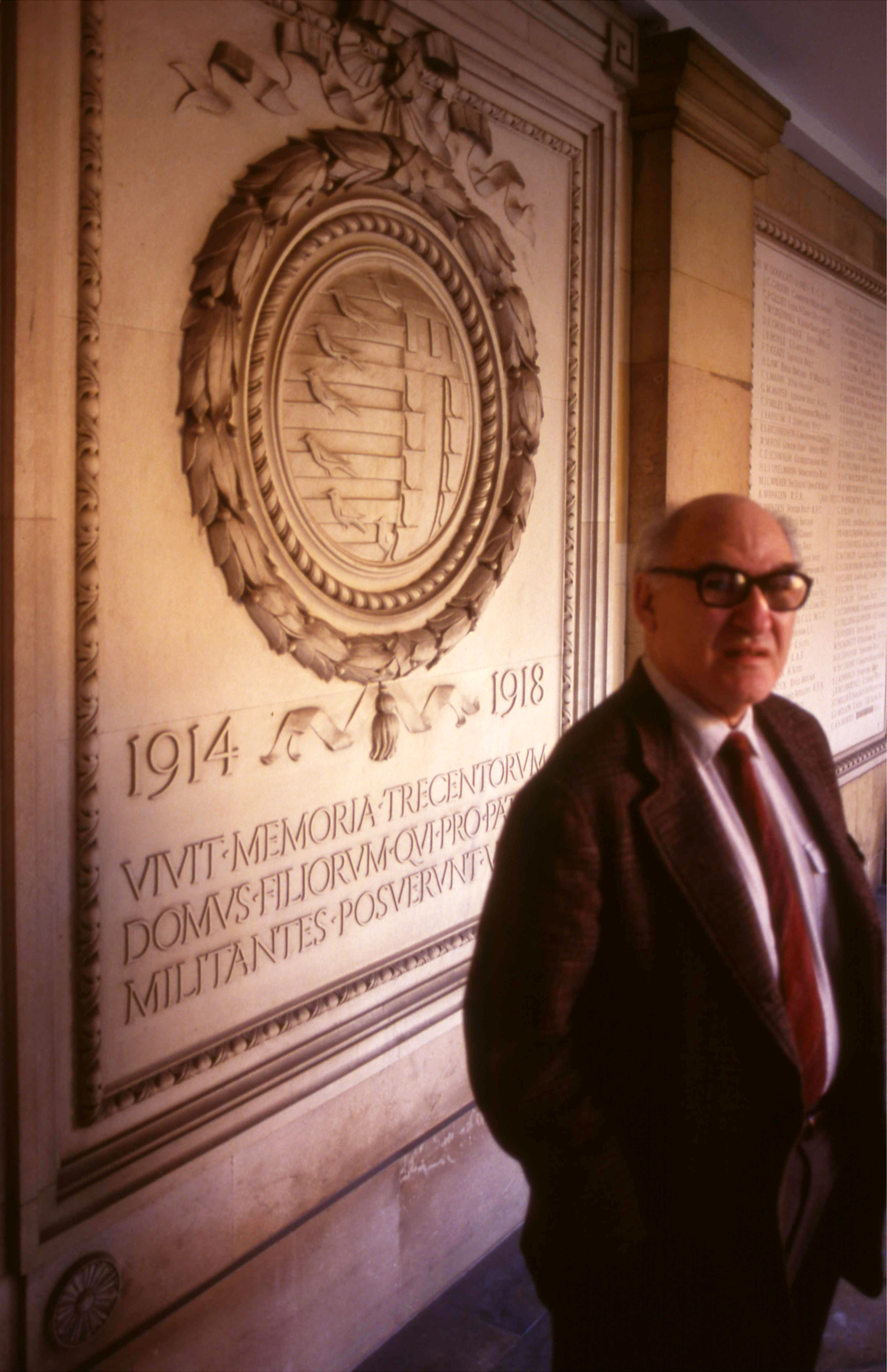
George L. Mosse, Gastprofessor an der Cambridge University 1991

Georg Lachmann-Mosse, später George L. Mosse, (* 20. September 1918 in Berlin; † 22. Januar 1999 in Madison, Wisconsin) war ein US-amerikanischer Historiker deutsch-jüdischer Herkunft.

## Leben
Als Sohn der Verleger Hans Lachmann- und Felicia Mosse (1888–1972) wuchs er in einer großbürgerlichen Familie in Berlin auf. Er war ein Enkel des Berliner Zeitungsverlegers Rudolf Mosse und Großcousin des Historikers Werner E. Mosse. Nach der Volksschule wechselte er an das Berliner Mommsen-Gymnasium und 1928 an das Internat der Schule Schloss Salem.
Nach der Machtergreifung der Nationalsozialisten emigrierte er im April 1933, im Alter von 14 Jahren, mit seiner Mutter und Schwester Hilde (1912–1982) in die Schweiz, sein Vater nach Frankreich. Später ging George L. Mosse ebenfalls nach Frankreich und von dort aus zum Studium nach Großbritannien. 1939 ließen sich seine Eltern scheiden.
1936–1939 studierte er in Cambridge, später am Haverford College in Haverford, Pennsylvania in den USA, wo er 1941 das Bachelor-Examen ablegte. In dieser Zeit wurde Mosse US-amerikanischer Staatsbürger. In Harvard promovierte er 1946. Ab 1944 hatte er Lehraufträge, später eine Assistenzprofessur an der University of Iowa.
1955 wurde er Professor für Europäische Geschichte an der University of Wisconsin–Madison. In seinem 1961 veröffentlichten Werk The Culture of Western Europe: The Nineteenth and Twentieth Centuries, an Introduction fasste er diesen Lehrstoff zusammen. Ab 1969 lehrte er jedes zweite Semester Deutsche Geschichte an der Hebräischen Universität in Jerusalem und war dort 1980–85 erster Inhaber des Lehrstuhles für deutsche Geschichte.
Seit 1993 war er zudem A. D. White Professor-at-Large der Cornell University. Er war der Erste, der am U.S. Holocaust Memorial Museum (eröffnet 1993) zum research historian in residence ernannt wurde.

## Wirken
George Mosse war Außenseiter in vielfacher Hinsicht: als Sohn einer der reichsten Berliner Familien, als bekennender Jude, als Emigrant, als bekennender Homosexueller. Als Historiker beschäftigte er sich besonders mit dem 20. Jahrhundert. Bekannt geworden ist er mit seinen Studien über die Geschichte des europäischen Judentums, des Rassismus und des Verhältnisses von Nationalismus und Sexualität.

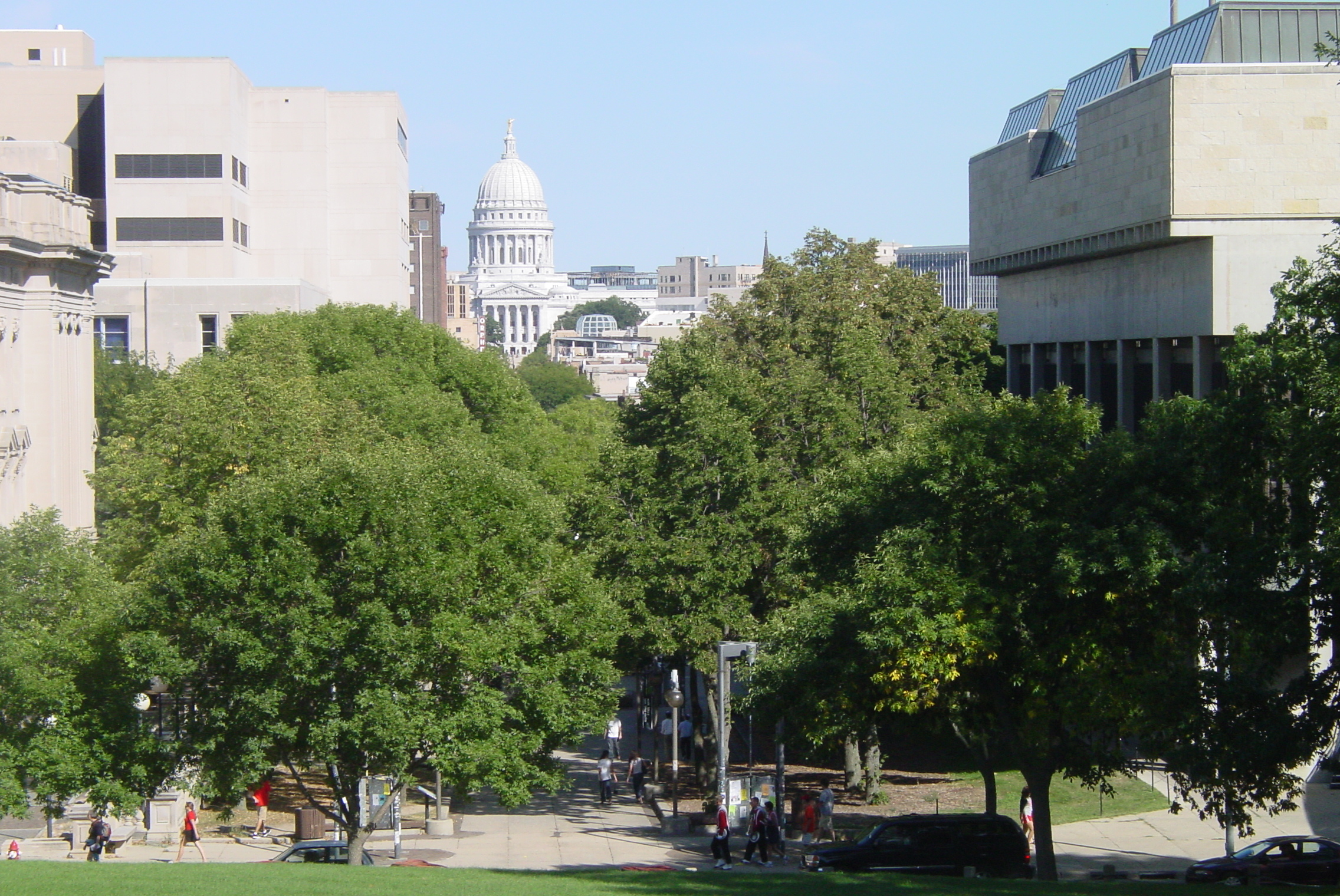
George L. Mosse Humanities Building (rechts) auf dem Campus der University of Wisconsin

Seit 2000 verleiht die American Historical Association den George L. Mosse Prize.
George L. Mosse ist Namensgeber der Mosse-Lectures, einer seit 1997 stattfindenden Vortragsreihe an der Humboldt-Universität zu Berlin.

## Auszeichnungen und Ehrungen
- Mitgliedschaft in der American Academy of Arts and Sciences (1985)
- Goethe-Medaille des Goethe-Instituts (1988)
- Award for Scholarly Distinction, American Historical Association (1996)
- Mitglied der American Philosophical Society (1997)[9]
- Leo-Baeck-Medaille (1998) des Leo-Baeck-Instituts New York
- Ehrendoktorwürde der Universität Siegen (1998)
- An der University of Wisconsin ist das Gebäude für die Geisteswissenschaften nach Mosse benannt

## Werke (Auswahl)
auf Deutsch
- Internationaler Faschismus, 1920–1945. Hrsg. mit Walter Laqueur, Nymphenburger, München 1966. Zuerst auf Englisch, Harper & Row, New York 1966.
- Linksintellektuelle zwischen den beiden Weltkriegen. Hrsg. mit Walter Laqueur, Nymphenburger 1969. Zuerst auf Englisch bei Harper & Row, New York 1966.
- Kriegsausbruch 1914. Hrsg. mit Walter Laqueur, Nymphenburger 1970. Zuerst in Englisch bei Weidenfeld und Nicolson, London 1966.
- Rassismus: ein Krankheitssymptom in der europäischen Geschichte des 19. und 20. Jahrhunderts. Athenäum, Königstein im Taunus 1978. ISBN 3-7610-8029-8 (Übersetzung von Toward the Final Solution: A History of European Racism. Howard Fertig, New York, 1978)
- Ein Volk, ein Reich, ein Führer. Die völkischen Ursprünge des Nationalsozialismus. Athenäum, Königstein im Taunus 1979. ISBN 3-7610-8056-5 (Übersetzung von The Crisis of German ideology. New York 1964)
- Nationalismus und Sexualität. Rowohlt, Hamburg 1987. ISBN 3-499-55448-8
- Der 1. Weltkrieg und die Brutalisierung der Politik. Betrachtungen über die politische Rechte, den Rassismus und den deutschen Sonderweg. In: Manfred Funke, Hans-Adolf Jacobsen, Hans-Helmuth Knütter & Hans-Peter Schwarz (Hrsg.): Demokratie und Diktatur. Geist und Gestalt politischer Herrschaft in Deutschland und Europa. Festschrift für Karl Dietrich Bracher. Reihe: Schriftenreihe, Studien zur Geschichte und Politik, 250. Bundeszentrale für Politische Bildung, Bonn 1987. ISSN 0435-7604 ISBN 3-923423-72-1 & Droste, Düsseldorf 1987[10] ISBN 3-7700-0730-1 S. 127–140
- Die Geschichte des Rassismus in Europa. Fischer, Frankfurt 1990 ISBN 3-596-10237-5 (Titel des englischen Originals (1978): Toward the Final Solution: A History of European Racism. Paperback 1997, ISBN 978-0-86527-428-0)
- "Ich bleibe Emigrant." Gespräche mit George L. Mosse. Hrsg. Irene Runge & Uwe Stelbrink. Dietz, Berlin 1991. ISBN 3-320-01754-3
- Die völkische Revolution. Über die geistigen Wurzeln des Nationalsozialismus. Athenäum, Königstein & Hain, Meisenheim 1991, ISBN 3-445-04765-0
- Jüdische Intellektuelle in Deutschland. Zwischen Religion und Nationalismus. Campus, Frankfurt 1992. ISBN 3-593-34627-3
- Gefallen für das Vaterland. Nationales Heldentum und namenloses Sterben. Klett-Cotta, 1993. ISBN 3-608-91622-9
- Der nationalsozialistische Alltag. Beltz-Athenäum, Weinheim 1993. ISBN 3-89547-815-6
- Die Nationalisierung der Massen. Politische Symbolik und Massenbewegungen von den Befreiungskriegen bis zum Dritten Reich. Campus, Frankfurt 1993. ISBN 3-593-34939-6 (Originaltitel: The Nationalization of the Masses: Political Symbolism and Mass Movements in Germany, from the Napoleonic Wars Through the Third Reich. Paperback 2001, ISBN 978-0-86527-431-0)
- Das Bild des Mannes. Zur Konstruktion der modernen Männlichkeit. Fischer, Frankfurt 1997. ISBN 3-10-050605-7
- Der homosexuellen NS-Opfer gedenken. Vorwort Claudia Neusüß, Einleitung der Initiative HomoMonument, Beiträge von GLM u. a.; Heinrich-Böll-Stiftung, Berlin 1999. ISBN 3-927760-36-6
- Aus großem Hause. Erinnerungen eines deutsch-jüdischen Historikers. Ullstein, München 2003. ISBN 3-550-07583-9 (Titel des Originals: Confronting History: The Memoirs of George L. Mosse, Madison, University of Wisconsin Press, 2000. Paperback 2013, ISBN 978-0-299-16584-0).

auf Englisch
- The Struggle for Sovereignty in England. From the Reign of Queen Elizabeth to the Petition of Right. Michigan State College Pr., East Lansing 1950
- The Crisis of German Ideology. Intellectual Origins of the 3. Reich. New York 1964
- Germans and Jews. The Right, the Left, and the Search for a "Third Force" in Pre-Nazi Germany. New York 1974
- Fallen Soldiers. Reshaping the Memory of the World Wars. New York 1990, ISBN 0-19-506247-7